# Hans Joachim Schellnhuber

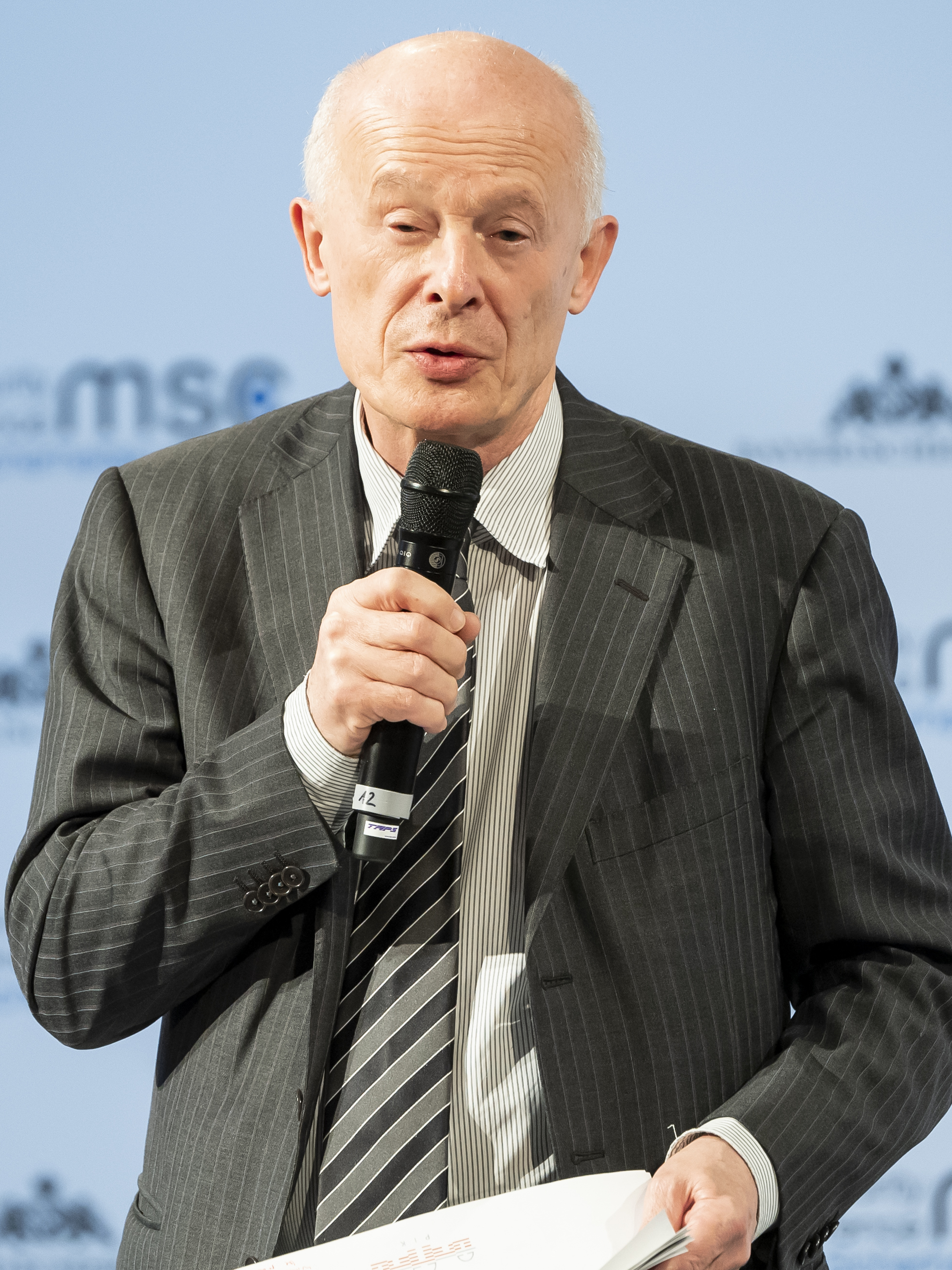
Schellnhuber bei der 55. Münchener Sicherheitskonferenz 2019

Hans Joachim „John“ Schellnhuber CBE (* 7. Juni 1950 in Ortenburg) ist ein deutscher Klimaforscher. Seine Arbeitsschwerpunkte sind die Klimafolgenforschung und die Erdsystemanalyse. Er gehört zu den weltweit renommiertesten Klimaexperten.
Bis September 2018 war er Direktor des 1992 von ihm gegründeten Potsdam-Instituts für Klimafolgenforschung (PIK), das unter seiner Leitung zu einem der weltweit angesehensten Institute im Bereich der Klimaforschung wurde. Von 2009 bis 2016 war er Vorsitzender des Wissenschaftlichen Beirats der Bundesregierung Globale Umweltveränderungen (WBGU). Seit Dezember 2023 ist er Leiter des Internationalen Instituts für angewandte Systemanalyse in Laxenburg bei Wien. Er ist langjähriges Mitglied des Weltklimarats (IPCC).
Als einer der Ersten forderte Schellnhuber nachhaltige Lösungen des Klimaproblems und prägte die internationale politische Diskussion hierzu entscheidend. Unter anderem brachte er das Konzept der Kippelemente in die Klimaforschung ein und forderte zeitnahe politische, wirtschaftliche und gesellschaftliche Maßnahmen zur Erreichung des Zwei-Grad-Ziels, vor allem durch die Umstellung von fossilen auf erneuerbare Energiequellen.

## Leben
Schellnhuber wuchs in Ortenburg im Landkreis Vilshofen in einer protestantischen Familie auf. Schon als Kind hatte er den Spitznamen „John“, mit dem ihn bis heute Familienmitglieder und Kollegen ansprechen. Er besuchte von 1956 bis 1961 die Grundschule in Ortenburg und wechselte dann auf das Gymnasium Vilshofen. Laut eigenen Angaben hatte er eine Begabung für Mathematik und interessierte sich unter anderem für Physik, Philosophie und Archäologie. Weil bereits sein älterer Bruder die Universität besuchte, habe die Familie kein Geld mehr gehabt, um einem zweiten Kind ein Studium zu ermöglichen. Seine Mutter habe ihm jedoch von der Möglichkeit eines Hochbegabtenstipendiums erzählt, worauf er dann hinarbeitete und das Abitur im Jahr 1970 mit der Note 1,0 ablegte.
Schellnhuber ist mit der Geologin, Paläontologin, Lyrikerin und Publizistin Margret Boysen in zweiter Ehe verheiratet, die neben ihrer publizistischen Arbeit auch das kulturelle Programm des PIK leitet und koordiniert. Er hat einen im Jahr 2008 geborenen Sohn.
Schellnhuber bezeichnet sich selbst als Agnostiker.

## Wirken

### Wissenschaftlicher Werdegang
Unmittelbar nach dem Abitur begann Schellnhuber an der Universität Regensburg ein Studium der Physik und Mathematik. Das Physikstudium schloss er 1976 mit Auszeichnung ab und promovierte 1980 in theoretischer Physik mit summa cum laude. Während eines Forschungsaufenthalts an der Universität Regensburg wurde der Festkörperphysiker Gregory Wannier auf Schellnhuber aufmerksam. Durch dessen Vermittlung erhielt Schellnhuber von 1981 bis 1982 eine Postdoc-Stelle am Kavli-Institut für Theoretische Physik an der University of California in Santa Barbara. Hierdurch bekam er unter anderem Kontakt zu Walter Kohn, John Bardeen und John Robert Schrieffer, die gleichzeitig mit ihm dort arbeiteten. Danach arbeitete er als wissenschaftlicher Mitarbeiter an der Universität Oldenburg und schloss 1985 seine Habilitation ab. Als Stipendiat im Heisenberg-Programm erhielt er von 1987 bis 1988 eine Gastprofessur am Institute of Nonlinear Sciences an der University of California, Santa Cruz.
Von 1989 bis 1993 hatte Schellnhuber eine Professur für Theoretische Physik am Institut für Chemie und Biologie des Meeres (ICBM) der Universität Oldenburg inne, dessen geschäftsführender Direktor er im Jahr 1992 war. In dieser Zeit leitete er unter anderem ein vom damaligen Bundesministerium für Forschung und Technologie gefördertes Projekt zur Auswirkung des ansteigenden Meeresspiegels auf das Watt.

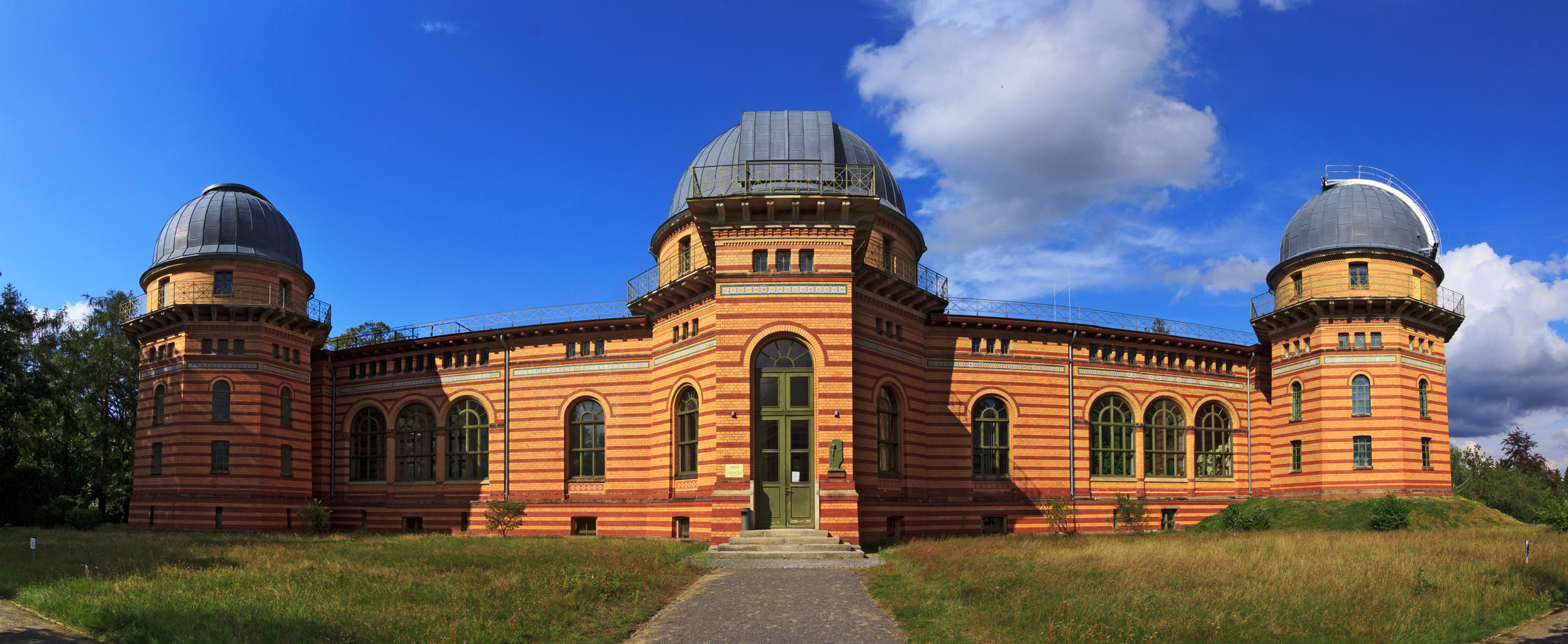
Das Potsdam-Institut für Klimafolgenforschung, das Schellnhuber von 1992 bis 2018 leitete

1992 übernahm er als Gründungsdirektor die Leitung des Potsdam-Instituts für Klimafolgenforschung (PIK). Dieses wuchs unter seiner Leitung auf mehr als 300 Mitarbeiter und zeichnet sich durch einen interdisziplinären Ansatz aus. Von 1993 bis 2018 hatte er zudem eine Professur für Theoretische Physik an der Universität Potsdam inne.
Neben seiner Tätigkeit am PIK war Schellnhuber von 2001 bis 2005 Professor an der Environmental School der University of East Anglia (Großbritannien) und als Forschungsdirektor am Aufbau des dortigen Tyndall Centre for Climate Change Research beteiligt. Im Anschluss fungierte er dort bis 2009 als Distinguished Science Advisor. Von 2005 bis 2009 hatte er eine Gastprofessur für Physik an der Universität Oxford inne, war Ehrenmitglied am dortigen Christ Church College sowie Senior James Martin Fellow. Seit 2010 ist er externer Professor am US-amerikanischen Santa Fe Institute.
Schellnhuber hat mehr als 250 wissenschaftliche Artikel veröffentlicht und als Autor, Ko-Autor oder Herausgeber mehr als 50 Bücher oder Buchkapitel publiziert.

### Forschungsschwerpunkte
Schellnhuber promovierte im Bereich der Festkörperphysik zur Bandstruktur von Kristallelektronen im homogenen Magnetfeld. In seiner Dissertation konnte er die physikalische Begründung der Peierls-Onsager-Hypothese geben, die Physiker seit Jahrzehnten beschäftigt hatte.
Während seiner Zeit am Institut für Theoretische Physik der University of California in Santa Barbara beschäftigte er sich mit Quantenmechanik. Durch den dortigen Kontakt zu Benoît Mandelbrot und Mitchell Feigenbaum verlagerte sich sein Interesse zur nichtlinearen Dynamik (Chaos-Theorie), und er befasste sich nach der Rückkehr nach Deutschland 1984 ausschließlich mit der Analyse komplexer Systeme. Im Rahmen seiner Gastprofessur am Institute of Nonlinear Sciences an der University of California, Santa Cruz beschäftigte er sich mit nichtlinearer Dynamik und arbeitete hierbei mit dem stellvertretenden Direktor Michael Nauenberg zusammen.

#### Erdsystemanalyse
Im Rahmen seiner Tätigkeit als Direktor des Instituts für Chemie und Biologie des Meeres in Oldenburg war er beauftragt, ein mathematisches Modell des Ökosystems Watt und dessen Fraktalstruktur zu erstellen. Seine Arbeitsgruppe benutzte dabei das Kolmogorow-Arnold-Moser-Theorem. Durch den Sohn von James Lovelock, der an der Universität Oldenburg seine Masterarbeit schrieb, kam er in Kontakt mit Lovelock und dessen Gaia-Hypothese. Dies inspirierte ihn, im Sinne einer „echten Systemanalyse“ solides methodologisches Wissen mit einer „Vogelperspektive“ zu verbinden. In dieser Zeit entstand sein Interesse an Ökosystemen, und im Zusammenhang mit der konzeptuellen Planung des Potsdam-Instituts für Klimafolgenforschung entwickelte er Anfang der 1990er Jahre sein Konzept der Erdsystemanalyse, das er in den folgenden Jahren weiter ausbaute. Das – im Vergleich zu „toten“ Planeten wie Venus oder Mars – instabile Erdsystem beschreibt er als Geosphären-Biosphären-Komplex („Ökosphäre“), bestehend aus den Komponenten Natur (Atmosphäre, Biosphäre, Kryosphäre etc.) und Mensch.
Der Faktor Mensch habe neben seinen physiologisch-metabolischen Auswirkungen auf das Erdsystem – die denen der Tiere entsprechen – eine „metaphysische“ Subkomponente, das globale Subjekt, das z. B. durch Bewusstsein, Eroberung/Kontrolle der Umwelt und weltweite Kommunikation, z. B. über das Internet, gekennzeichnet ist. Die Existenz des Ozonlochs habe gezeigt, dass die Menschheit fähig ist, den Faktor Natur strategisch zu beeinflussen. Die Menschheit habe heute die Möglichkeit einer makroskopischen Sicht aufs Erdsystem, etwa durch das Prinzip der Vogelperspektive, beispielsweise durch den Blick aus dem Weltraum auf die Erde durch Satelliten oder durch Computersimulationen. Dadurch könne das globale Subjekt z. B. seinen ökologischen Fußabdruck bestimmen und darauf gestützt kollektiv ‚rationale Entscheidungen‘ auf Systemebene treffen. Eine der verantwortungsvollsten Aufgaben sei dabei, aus der Vielzahl der möglichen Koevolutionen von Mensch und Natur die nachhaltigste auszuwählen.
Seine Ideen wurden unter anderem unterstützt von Walter Kohn, Klaus Hasselmann, Bill Clark, Paul Crutzen, David King, Nicholas Stern und Diana Liverman. Das Interesse einiger bekannter amerikanischer Wissenschaftler (unter anderem John Holdren) an seinem Konzept trug zur Aufnahme von Schellnhuber in die National Academy of Sciences bei.
Darauf aufbauend entwickelten Schellnhuber und Kollegen das Konzept der Toleranzfenster (engl. Tolerable Windows) sowie der Planetarischen Leitplanken (engl. Planetary Boundaries), zu denen auch die Zwei-Grad-Leitplanke (Zwei-Grad-Ziel) gehört.

#### Kippelemente („Tipping Elements“)
Um das Jahr 2000 brachte Schellnhuber das Konzept der Kippelemente (engl. Tipping Elements) in die Klimaforschung ein. Aufbauend auf seinen Arbeiten zur nichtlinearen Dynamik wies er – als einer der koordinierenden Leitautoren der Arbeitsgruppe II – im dritten Sachstandsbericht des Intergovernmental Panel on Climate Change (2001) auf die bis dahin vernachlässigte Möglichkeit diskontinuierlicher, irreversibler und extremer Ereignisse im Zusammenhang mit der globalen Erwärmung hin. Bis dahin war vorwiegend von linearen, allmählich stattfindenden Veränderungen ausgegangen worden. Im Rahmen eines Workshops im Oktober 2005 in Berlin wurden mit 36 führenden Experten mögliche Kippelemente diskutiert sowie anschließend eine Befragung von internationalen Experten und ein Literaturreview durchgeführt. Die Arbeitsgruppe konnte neun klimapolitisch relevante Komponenten des Erdsystems – die sogenannten „Kippelemente“ – identifizieren, welche durch anthropogene Einwirkung über eine kritische Grenze („Tipping-Point“) hinaus belastet werden könnten, so dass es zu einer abrupten, in einigen Fällen sogar unumkehrbaren Änderung käme. Es wurden hierbei nur Kippelemente berücksichtigt, bei denen dieser kritische Punkt oder Kipppunkt vor dem Jahr 2100 erreicht werden könnte. Folgende Szenarien werden differenziert:
1. Abschmelzen des sommerlichen arktischen Meereises
2. Abschmelzen des grönländischen Eisschildes
3. Abschmelzen des westantarktischen Eisschildes
4. Erlahmen der atlantischen thermohalinen Zirkulation
5. Veränderung der El Niño-Southern Oscillation
6. Zusammenbruch des indischen Sommermonsuns
7. Veränderungen im Westafrikanischen Monsunsystem mit Auswirkungen auf Sahara und Sahelzone (mit möglicherweise Ergrünen der Sahara als positivem Kippelement)
8. Entwaldung des tropischen Regenwaldes
9. Rückgang borealer Wälder

Von diesen neun Kippelementen stellen nach Einschätzung der befragten Experten derzeit das Abschmelzen des arktischen Meereises und des grönländischen Eisschilds die größte Bedrohung dar. Der dazu im Februar 2008 publizierte Fachartikel gehörte in den Jahren 2008 und 2009 zu den am häufigsten zitierten Fachartikeln im Bereich der Geowissenschaften. Inzwischen wurden weitere mögliche Kippelemente identifiziert.

### Beratung von Wissenschaft, Politik und Wirtschaft
Schellnhuber ist langjähriges Mitglied des Intergovernmental Panel on Climate Change (IPCC) und war unter anderem koordinierender Leitautor der Arbeitsgruppe II beim dritten Sachstandsbericht. Von 2000 bis 2004 war Schellnhuber Vorsitzender der Arbeitsgruppe Global Analysis, Integration & Modelling (GAIM) des International Geosphere-Biosphere Programme, die sich mit der Erdsystemanalyse aus biogeochemischer und klimatischer Sicht befasste. Unter Schellnhubers Leitung lag der Schwerpunkt auf der Analyse der Interaktion zwischen der menschlichen Gesellschaft und dem biogeochemischen Erdsystem. Im Jahr 2003 war er deutscher Vertreter des International Geosphere-Biosphere Programme.
Schellnhuber ist zudem vielfach in der Beratung von Politik und Wirtschaft tätig. Er ist seit 1992 eines der neun Mitglieder des Wissenschaftlichen Beirats der Bundesregierung Globale Umweltveränderungen (WBGU). Seit 1994 war er entweder Vorsitzender oder stellvertretender Vorsitzender dieses Gremiums.
Von 1994 bis 1998 beriet er Angela Merkel in ihrer damaligen Funktion als Umweltministerin. Im Jahr 2004 gehörte er zu einer Gruppe von Klimawissenschaftlern, die zu einem Besuch im Weißen Haus geladen waren, um die Bush-Regierung über die aktuellen Ergebnisse der Klimaforschung zu informieren. Im Jahr 2007 wurde er während der G8- und EU-Ratspräsidentschaft von Bundeskanzlerin Angela Merkel zum wissenschaftlichen Chefberater der Bundesregierung in Fragen des Klimawandels und der internationalen Klimapolitik ernannt. Als Mitglied der Sachverständigengruppe „Energie und Klimawandel“ berät er seit 2007 den Präsidenten der EU-Kommission, José Manuel Barroso. Zudem wurde er von Barroso in den 2013 neu gegründeten Beirat für Wissenschaft und Technologie (engl. Science and Technology Advisory Council, PSTAC) berufen. Schellnhuber sprach am 15. Februar 2013 als einziger Wissenschaftler auf einem informellen Treffen des UN-Sicherheitsrats zum Klimawandel. Der Weltsicherheitsrat hatte bis dahin erst zweimal das Thema Klimawandel beraten. In Vorbereitung auf den Nachfolgevertrag zum Kyoto-Protokoll, der auf der nächsten UN-Klimakonferenz in Paris 2015 ausgehandelt werden sollte, veranstaltete die EU-Kommission am 17. April 2013 auf Einladung der EU-Kommissarin für Klimaschutz, Connie Hedegaard, eine Konferenz zur Beratung der Entscheidungsträger. Schellnhuber hielt den Eröffnungsvortrag und informierte – hier ebenfalls als einziger Wissenschaftler – über den aktuellen Stand der Klimaforschung.
Schellnhuber arbeitete auch mehrfach mit der Weltbank zusammen. Er war Mitglied des Beratergremiums für den Weltentwicklungsbericht 2010. Seine Arbeitsgruppe am Potsdam-Institut für Klimafolgenforschung erstellte unter seiner Leitung, gemeinsam mit Climate Analytics, den im November 2012 veröffentlichten Bericht der Weltbank Turn Down the Heat: Why a 4°C Warmer World Must be Avoided.
Schellnhuber ist einer der Gründer und jetzt Aufsichtsratsvorsitzender der Europäischen Wissens- und Innovationsgemeinschaft Klima (engl. Climate Knowledge and Innovation Community, kurz Climate KIC). Diese 2010 gegründete Einrichtung des Europäischen Instituts für Innovation und Technologie, bei der Wirtschaft und Forschung eng zusammenarbeiten, fördert mit etwa einer halben Milliarde Euro Innovationen zum Klimaschutz (beispielsweise Unternehmen im Bereich Elektromobilität). Er ist Vorsitzender der Wissenschaftlichen Kommission Klima-Energie-Umwelt der Leopoldina. Von 2010 bis 2012 war er Vorsitzender des Strategy Advisory Board des Institute for Advanced Sustainability Studies, seit 2012 ist er stellvertretender Vorsitzender dieses Gremiums.
Zudem ist er Mitglied des Beratungsgremiums zu Klimawandelforschung des Grantham Institute for Climate Change am Imperial College London, Mitglied des European Academies Science Advisory Council, des Committee on Scientific Planning and Review des Internationalen Wissenschaftsrats, der Global Change Advisory Group für das 7. Forschungsrahmenprogramm der EU, des Global Agenda Council on Climate Change des Weltwirtschaftsforums, des Global Energy Assessment Council (GEA) des Internationalen Instituts für angewandte Systemanalyse (IIASA), des Aufsichtsrats des Stockholm Environment Institute, des Climate Justice Dialogue, einer Initiative des World Resources Institute und der Mary Robinson Foundation, und Mitglied des Climate Change Advisory Board der Deutschen Bank.
Am 3. Dezember 2014 stellte Schellnhuber im Ausschuss für Umwelt, Naturschutz, Bau und Reaktorsicherheit des deutschen Bundestags das neue WBGU-Gutachten Klimaschutz als Weltbürgerbewegung vor.
Am 21. Oktober 2016 wurde Schellnhuber von der EU-Kommission zum Leiter einer neunköpfigen hochrangigen Expertengruppe berufen, die Pfade zur Dekarbonisierung im Rahmen der Umsetzung des Abkommens von Paris erkunden soll. Nach drei Jahren soll die Gruppe einen Abschlussbericht vorlegen.
Seit 2017 ist Schellnhuber Jurymitglied des Voltaire-Preises.
Am 1. Dezember 2023 übernahm Schellnhuber als Generaldirektor die Leitung des Internationalen Instituts für angewandte Systemanalyse (IIASA) im niederösterreichischen Laxenburg.

### Initiativen zum Klimawandel

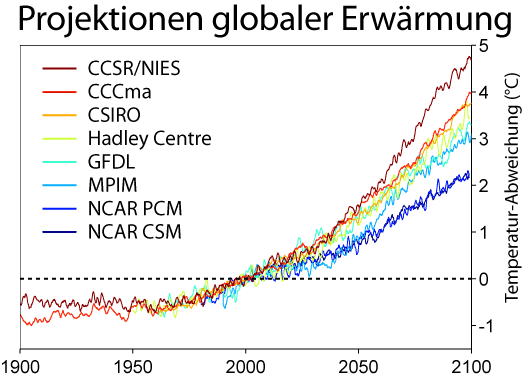
Verschiedene Projektionen der Temperaturentwicklung bis 2100 deuten darauf hin, dass das Zwei-Grad-Ziel nur sehr schwer einzuhalten sein wird.

Bereits 1995 thematisierte Schellnhuber, dass eine Begrenzung der globalen Erwärmung auf weniger als zwei Grad über dem vorindustriellen Niveau gefährliche Folgen des Klimawandels mit einer gewissen Wahrscheinlichkeit verhindern könne – dieser Ansatz wurde später in Form des so genannten Zwei-Grad-Ziels erst von der deutschen Regierung sowie der Europäischen Union übernommen und nach dem Copenhagen Accord von 2009 als ein globales Ziel von Regierungen weltweit anerkannt. Zudem war er an der Entwicklung des so genannten „Budget-Ansatzes“ für Treibhausgas-Emissionen beteiligt. Dabei schlug der WBGU zur Erreichung des Zwei-Grad-Ziels eine globale Obergrenze für Kohlendioxid aus fossilen Quellen („Globalbudget“) vor, die gemäß der Bevölkerungsstärke auf die einzelnen Staaten verteilt werden solle.
Internationales Aufsehen erregte Schellnhuber auch als Initiator des Nobelpreisträgersymposiums „Global Sustainability – A Nobel Cause“, auf dem im Oktober 2007 in Potsdam von 15 Nobelpreisträgern (unter anderem Murray Gell-Mann, Alan Heeger, Walter Kohn, Wangari Maathai, James Mirrlees, Mario Molina und John Sulston) gemeinsam mit Fachwissenschaftlern das so genannte Potsdam Memorandum zur Klimastabilisierung, Energiesicherheit und nachhaltigen Entwicklung formuliert wurde.
Das zweite Nobelpreisträgersymposium wurde in London 2009 von der Royal Society organisiert und stand unter der Schirmherrschaft von Prince Charles. Das resultierende St. James’s Palace Memorandum wurde von 60 Nobelpreisträgern unterzeichnet, unter anderem Paul Crutzen, dem Dalai Lama, Michail Gorbatschow, David Gross und Paul Nurse.
Zum dritten Symposium der Reihe 2011 in Stockholm kamen Mitglieder des High Level Panel on Sustainability des UN-Generalsekretärs, um ein Memorandum entgegenzunehmen, das dann in die Vorbereitung der Rio+20-Konferenz eingespeist wurde. Gefordert wurde eine „große Transformation“ hin zu einer kohlenstofffreien Weltwirtschaft, die im WBGU-Hauptgutachten 2011 Welt im Wandel – Gesellschaftsvertrag für eine Große Transformation weiter ausformuliert wurde. In diesem Kontext organisierte Schellnhuber unter anderem im Mai 2012 das internationale WBGU-Symposium „Towards Low-Carbon Prosperity: National Strategies and International Partnerships“, bei dem Bundeskanzlerin Angela Merkel die Eröffnungsrede hielt.
Das vierte Nobelpreisträgersymposium fand vom 22. bis 25. April 2015 in Hongkong statt.
Schellnhuber ist einer der Initiatoren der Earth League, eines im Februar 2013 gegründeten Netzwerks von führenden Wissenschaftlern und Forschungsinstituten aus über zehn Ländern, die sich mit planetaren Prozessen und Fragen der Nachhaltigkeit befassen. Ziel des Netzwerks ist es, „zu den drängendsten Zukunftsthemen fundierte Wissensgrundlagen für Entscheidungsträger zu erarbeiten“. Mitglieder sind unter anderem Ottmar Edenhofer, Brian Hoskins, Mario J. Molina und Nicholas Stern.
Im Mai 2013 war Schellnhuber Gastgeber der internationalen interdisziplinären Konferenz Impacts World 2013, die zum Ziel hatte, „eine neue Vision für die Klimafolgenforschung zu entwickeln“.
Die Arbeitsgruppe um Schellnhuber initiierte das Inter-Sectoral Impact Model Intercomparison Project (ISI-MIP), in dem fächerübergreifend Modelle zu den Auswirkungen der globalen Erwärmung zusammengetragen und verglichen werden. Beteiligt sind bislang über 30 Forschungsteams aus 12 Ländern. Die ersten Ergebnisse des Projekts wurden in einer Sonderausgabe der Fachzeitschrift PNAS im März 2014 veröffentlicht und flossen auch in den fünften Sachstandsbericht des IPCC zu den Auswirkungen des Klimawandels ein.

### Sonstiges
Schellnhuber ist Mitunterzeichner des von Hans-Peter Dürr, J. Daniel Dahm und Rudolf zur Lippe initiierten Potsdamer Manifestes 2005, das an das Russell-Einstein-Manifest zum nuklearen Wettrüsten anknüpft.
Am 18. Juni 2015 stellte Schellnhuber gemeinsam mit Kardinal Peter Turkson und Metropolit Ioannis Zizioulas in einer Pressekonferenz im Vatikan die neue Enzyklika von Papst Franziskus zum Umwelt- und Klimaschutz vor.

## Äußerungen zur Klimapolitik
Um das Zwei-Grad-Ziel zu erreichen, müsse es gelingen, den Kohlenstoffdioxidgehalt in der Erdatmosphäre auf maximal 450 ppm zu begrenzen und den Scheitelpunkt der Kohlenstoffdioxidemissionen vor dem Jahr 2020 zu erreichen. Diese müssten bis zum Jahr 2070 auf Null gesenkt und danach eine negative CO2‑Bilanz erwirkt werden. Zentral sei dabei der Verzicht auf fossile Energieträger wie Erdöl und Kohle und der Umstieg auf erneuerbare Energien. Nach der Nuklearkatastrophe von Fukushima nahm er auch explizit gegen die Nutzung der Kernenergie Stellung. Sichere Kernkraftwerke könnten zwar konstruiert, auch der Atommüll könne theoretisch komplett „entschärft“ werden, dies wäre dann aber nicht mehr wirtschaftlich rentabel. Er spricht sich auch klar gegen Geoengineering in Form der Beeinflussung der Sonneneinstrahlung (Solar Radiation Management, SRM) aus, da dies unkalkulierbare Risiken mit sich bringe. Eine „tolerierbare“, allerdings kostspielige Form des Geoengineering sei dagegen die CO2‑Sequestrierung, auf die man möglicherweise langfristig nicht verzichten könne. Zudem wies er darauf hin, dass es im Zusammenhang mit den Folgen der globalen Erwärmung (z. B. Meeresspiegelanstieg, Nahrungsmittel- und Wasserknappheit) zu „umweltgetriebenen Konfliktkonstellationen“ kommen könne, „die in Gewalt bis hin zum Krieg münden können.“
Schellnhuber fordert, dass der Klimaschutz zu einem Kernthema der Politik werden müsse, was er mit der übergreifenden Bedeutung des Klimawandels für viele andere Politikfelder begründet: „Man könnte die Situation mit einem leckgeschlagenen Schiff auf hoher See vergleichen. Natürlich gibt es auch neben dieser Havarie Probleme: Das Essen in der dritten Klasse ist miserabel, die Matrosen werden ausgebeutet, die Musikkapelle spielt deutsche Schlager, aber wenn das Schiff untergeht, ist all das irrelevant. Wenn wir den Klimawandel nicht in den Griff bekommen, wenn wir das Schiff nicht über Wasser halten können, brauchen wir über Einkommensverteilung, Rassismus und guten Geschmack nicht mehr nachzudenken.“
Schellnhuber äußerte sich auch immer wieder kritisch in Bezug auf die gesellschaftliche bzw. politische Reaktion auf die wissenschaftlichen Erkenntnisse zur globalen Erwärmung (vgl. auch Kontroverse um die globale Erwärmung). Er betonte dabei unter anderem unsere Verantwortung für zukünftige Generationen und sprach kritisch von der „Diktatur des Jetzt“ sowie der „technikverliebten Bequemlichkeitsgesellschaft.“ Die kühle Vernunft gebiete, gegen den Klimawandel zu kämpfen. Bislang fehle dazu jedoch der politische Wille. Trotz der bisher gescheiterten Klimagipfel sei eine „Kapitulation“ bezüglich des Zwei-Grad-Ziels „voreilig, vielleicht sogar ein bisschen feige.“ Es lohne sich, „um jedes Zehntelgrad zu kämpfen.“ Zentral sei dabei, dass fossile Brennstoffe nicht länger subventioniert werden und sich die Zivilgesellschaft in der Klimadebatte stärker zu Wort melde. Er schlug vor, das Prinzip der Nachhaltigkeit in das Grundgesetz zu schreiben, damit die Verfassungsrichter in konkreten Streitfällen darauf zurückgreifen können. Zudem solle aus seiner Sicht ein bestimmter Anteil der Parlamentssitze für Parlamentarier vorbehalten werden, die sich nur um die Interessen zukünftiger Generationen kümmern. Auch Wissenschaftler dürften sich nicht in Elfenbeinturm-Mentalität zurückziehen. Wenn ihre Ergebnisse für das Schicksal ganzer Gesellschaften eine Rolle spielen, seien sie vielmehr verpflichtet, diese der Öffentlichkeit und den Entscheidungsträgern zu erklären.
Er beklagte eine „breite Kampagne gegen das Zwei-Grad-Ziel, die sich durch intellektuelle Doppelmoral und falsches Risikomanagement“ auszeichne. Problematisch seien vor allem drei „bequeme Unwahrheiten“ (in Anspielung auf den Film Eine unbequeme Wahrheit von Al Gore): 1) „Es gibt keine vom Menschen verursachte globale Erwärmung“; 2) „Es mag den Klimawandel geben, aber er ist unschädlich, wenn nicht sogar nutzbringend.“; 3) „Es gibt gefährlichen Klimawandel, aber der Kampf dagegen ist längst verloren.“ Es sei „bizarr“, wie trotz gegenteiliger wissenschaftlicher Erkenntnisse „in der öffentlichen Debatte über die Erderwärmung so genannten Klimaskeptikern Raum gegeben wird.“ Er forderte daher eine größere fächerübergreifende Solidarität, wenn von Klimaskeptikern „das System der Wissenschaft als solches angegriffen wird“. Die Attacken auf die Klimaforschung seien (nach Benjamin Barber) „anti-aufklärerisch“ und „vom gleichen Geist getragen wie der Kampf von bibeltreuen Anhängern der Schöpfungslehre gegen die von Darwin entwickelte Wissenschaft von der Entstehung der Arten.“
Schellnhuber berichtet auch von den negativen Erfahrungen, die Klimawissenschaftler durch eine aggressiv auftretende Szene von Klimawandelleugnern inzwischen ständig machen müssen. So sagte er einmal: „Ich habe eine Gruppe von hartnäckigen Verfolgern, klein, aber komplett verrückt. Wo immer ich hingehe, Australien, Schweden, Berlin, demonstrieren die gegen mich und beschimpfen mich. […] Es gibt Leute, die dort Fotomontagen hochhalten, die mich mit einer Henkersschlinge um den Hals zeigen.“
Anfang April 2016 kritisierte Schellnhuber die klimawandelleugnende Position der AfD. Insbesondere glaube man nicht daran, dass Kohlenstoffdioxid wirklich eine entscheidende Rolle im Klimasystem spiele, was eine „Spinnerei“ sei, „die aber nicht harmlos ist“. Wenn sich in Deutschland solche Tendenzen durchsetzen würden, wie sie in Deutschland die AfD oder in den USA Donald Trump usw. vertritt, dann „gebe es für das Weltklima keine Rettung mehr“. Er könne nur hoffen und glaube auch fest daran, dass die Mehrheit der Wähler den Weg der Vernunft weiter beschreiten werde.
In einer Rede auf der Bundesdelegiertenkonferenz der Grünen in Berlin Ende November 2017 trug Schellnhuber erstmals vor der Öffentlichkeit seine von den Parteitagsdelegierten heftig applaudierte Idee eines Klimapasses vor: Jeder, der wegen des Klimawandels seine Heimat verlassen müsse, solle in eines der Länder einreisen und sich dort niederlassen dürfen, die den Klimawandel hauptsächlich verursachen.
Im Januar 2020 kritisierte er gemeinsam mit ehemaligen Mitgliedern der Kohle-Kommission die Bund-Länder-Einigung zum Kohleausstieg vom 15. Januar 2020: sie setze sich in wesentlichen Punkten über den in der Kommission erreichten Kompromiss zwischen Umweltverbänden, Kohleländern und Beschäftigtenvertretern gefundenen Kompromiss hinweg, indem sie einen schwächeren und unstetigen Emissionsminderungspfad, hohe Entschädigungszahlungen an Kraftwerksbetreiber und eine Inbetriebnahme des neuen Steinkohle-Kraftwerkblocks Datteln 4 vorsehe. In der Folge würden bis 2030 in Braunkohlekraftwerken ca. 40 Millionen Tonnen Kohlenstoffdioxid zusätzlich emittiert, die Wirksamkeit des europäischen Emissionshandelssystems im Kohlesektor geschwächt und mit Datteln 4 ein hoch ausgelasteter Block anstelle weniger ausgelasteter älterer Kraftwerke in den Kraftwerkspark mitaufgenommen.

## Öffentliche Wirkung und Kontroversen
In einem von Max A. Höfer im Auftrag der Zeitschrift Cicero erstellten Ranking der 500 wichtigsten Intellektuellen im deutschsprachigen Raum wurde Schellnhuber auf Rang 207 geführt. Seine zahlreichen Äußerungen und Auftritte in den Medien führten nach Angaben der Frankfurter Rundschau unter anderem zu „Mißgunst bei manchen Kollegen“. Hans von Storch warf ihm vor, dass er sich mit konkreten politischen Forderungen in die Tagespolitik einmische. Die Bundesregierung solle sich „überlegen, ob diese Art der Einmischung das ist, wofür sie Wissenschaft bezahlt“.
Die erneute Nominierung von Schellnhuber für den Vorsitz des WBGU stieß 2013 auf Widerstand des Bundeswirtschaftsministeriums unter Leitung von Philipp Rösler (FDP). Nach dem Ende der letzten Amtsperiode (Februar 2013) stand daher die Berufung der WBGU-Mitglieder etwa zwei Monate aus. Spiegel Online kommentierte dazu, dass sich das letzte große WBGU-Gutachten Welt im Wandel – Gesellschaftsvertrag für eine Große Transformation „wie Schellnhuber in Reinkultur“ lese. Die Süddeutsche Zeitung vermutete, dass die im WBGU-Gutachten genannten Vorschläge zu einer Welt ohne fossile Energien „Röslers Strategen schon lange suspekt“ seien. Mitglieder von CDU, SPD und den Grünen, unter anderem Bundesumweltminister Peter Altmaier (CDU), kritisierten den Vorgang (Verzögerung von Schellnhubers Berufung), der unter anderem als „Mobbing“ bezeichnet wurde, Anfang Mai scharf. Wenige Tage später berichtete die Frankfurter Allgemeine Zeitung (FAZ), dass Philipp Rösler entschieden habe, „den bisherigen Vorbehalten der Fachebene seines Hauses nicht zu folgen“ und auf Einspruch gegen Schellnhubers Berufung in den WBGU zu „verzichten“. Am 8. Mai 2013 wurde Schellnhuber bis Oktober 2016 in seinem Amt bestätigt.
Darüber hinaus wurde Schellnhuber auch in der politischen Kontroverse um die globale Erwärmung rezipiert. Joachim Wille kommentierte in der Frankfurter Rundschau, Schellnhuber scheue sich nicht, „populär zu werden“, was den „notorischen ‚Klimaskeptikern‘“ die „Zornesröte ins Gesicht“ treibe. Schellnhuber selbst berichtete davon, wie ihm während eines Vortrags in Melbourne von einem Mann ein Galgenstrick entgegengehalten worden war, und warnte vor einer für Klimaforscher zunehmend bedrohlichen Atmosphäre. Wie die FAZ schreibt, ignoriere er jedoch meist Angriffe gegen seine Person. Diese würden nach Aussage Schellnhubers häufig anonym im Internet oder von „selbsternannten Experten“ geäußert, es handle sich nur um eine „kleine Stichprobe“. Problematisch daran sei, dass man (als Rezipient) nicht wirklich die Möglichkeit habe zu werten, welche Kritik profund und welche weniger profund sei. Die Wissenschaft sei „so kompliziert geworden, dass große Teile der Bevölkerung ihr nicht mehr folgen“ könnten. In der Vergangenheit sei dem Potsdam-Institut für Klimafolgenforschung (PIK) vorgeworfen worden, sich zu wenig mit den Argumenten der Klimaskeptiker auseinanderzusetzen. Laut Spiegel Online habe Schellnhuber „nichts gegen fachlichen Austausch“ mit den Klimaskeptikern von EIKE, „solange deren Vertreter sich an die Regeln wissenschaftlicher Praxis“ hielten. Auf eine Einladung Schellnhubers hin trugen bei einem Treffen im April 2011 mehrere Vertreter von EIKE ihre Argumente vor. Aus Sicht der Forscher des PIK ergaben sich daraus keine wesentlichen neuen Erkenntnisse. Sich mit EIKE-Vertretern auf ein politisches Podium zu setzen, lehnte Schellnhuber jedoch ab. Dies würde bei Laien den Eindruck erwecken, „dass sich dort Experten auf Augenhöhe streiten“.

## Auszeichnungen und Mitgliedschaften
Nach dem Abitur im Jahr 1970 erhielt Schellnhuber ein Hochbegabten-Stipendium des Freistaates Bayern. Nach seiner Habilitation erhielt er ein Heisenberg-Stipendium der Deutschen Forschungsgemeinschaft, in dessen Rahmen er von 1987 bis 1988 eine Gastprofessur am Institute of Nonlinear Sciences an der University of California, Santa Cruz innehatte. Kurz nach Antritt seiner Professur an der Environmental School der University of East Anglia (Großbritannien) erhielt er 2002 den Wolfson-Forschungspreis der Royal Society für seinen interdisziplinären Ansatz zur Lösung komplexer Probleme im Bereich der Klimawissenschaften und wurde als Research Fellow in die Royal Society aufgenommen.
Für seine Leistungen in der Klimaforschung und sein Engagement beim Aufbau des Tyndall Centre for Climate Change Research und der wissenschaftlichen Beziehungen zwischen Großbritannien und Deutschland wurde ihm im Jahr 2004 von Königin Elisabeth II der Titel Commander of the Most Excellent Order of the British Empire (CBE) verliehen. Im selben Jahr wurde Schellnhuber aufgrund seiner Arbeiten zur Erdsystemanalyse in die National Academy of Sciences aufgenommen.
Im Jahr 2007 erhielt er für seine wissenschaftlichen und politischen Beiträge zur Lösung des Klimaproblems den Deutschen Umweltpreis. Für seine Beiträge zur nationalen und internationalen Diskussion über den Klimawandel wurde Schellnhuber im Jahr 2008 von Ministerpräsident Matthias Platzeck der Verdienstorden des Landes Brandenburg verliehen. Zudem erhielt er den B.A.U.M.-Umweltpreis für sein „umfassendes Engagement bei der Erforschung aller Aspekte des Klimawandels und darin, dass er die Bedeutung globaler Umweltveränderungen im Bewusstsein der Öffentlichkeit und der Politik verankert hat“. Da er das von ihm gegründete Potsdam-Institut für Klimafolgenforschung (PIK) zu einem international führenden Zentrum auf dem Forschungsgebiet der Erdsystemanalyse gemacht hat, wurde er 2009 zum Wissenschaftsbotschafter des Landes Brandenburg ernannt.
Aufgrund seiner Beiträge zum nationalen und internationalen „Bewusstseinswandel in der Klimapolitik“ und seiner „aktiven und gewichtigen Rolle bei der wissenschaftsbasierten Politikberatung und dem Wissenstransfer in die Öffentlichkeit“ wurde ihm im Jahr 2011 von Bundespräsident Christian Wulff das Bundesverdienstkreuz 1. Klasse verliehen. Für seine außergewöhnliche globale Vorbildfunktion bei der intellektuellen und konzeptuellen Entwicklung der Erdsystemwissenschaften erhielt er 2011 den Volvo Environment Prize. Im selben Jahr erhielt er die Ehrendoktorwürde der Universität Kopenhagen sowie im Jahr darauf die Ehrendoktorwürde der Technischen Universität Berlin. Seit 2007 ist Schellnhuber Mitglied der Nationalen Akademie der Wissenschaften Leopoldina. Zudem ist er „Auswärtiges Wissenschaftliches Mitglied“ am Max-Planck-Institut für Meteorologie sowie Mitglied der Leibniz-Sozietät der Wissenschaften zu Berlin, der Geological Society of London, der internationalen Forschungsgesellschaft Sigma Xi und der Academia Europaea (2012). Seit 2014 ist er Kulturpreisträger des Landkreises Passau und Ehrenbürger seiner Heimatgemeinde Ortenburg.
Am 17. Juni 2015, im Vorfeld der Präsentation seiner Enzyklika Laudato si’ ernannte Papst Franziskus Schellnhuber zum ordentlichen Mitglied der 80 Mitglieder auf Lebenszeit umfassenden Päpstlichen Akademie der Wissenschaften. Im Juni 2017 erhielt er zudem den Blue Planet Prize für seine Beiträge zum Aufbau der Erdsystemwissenschaft und der wissenschaftlichen Fundierung der mittlerweile international vereinbarten Zwei-Grad-Grenze, sowie ein Jahr später den Integrationspreis der Stiftung Apfelbaum. Zudem ist Schellnhuber Mitglied im Kuratorium der Generationenstiftung, die sich für eine nachhaltige Zukunft und Generationengerechtigkeit einsetzt. Er war einer der Erstunterzeichner des Generationenmanifest der Generationenstiftung.
Am 7. Juni 2021 wurde Schellnhuber durch Bundespräsident Steinmeier mit dem Großen Verdienstkreuz der Bundesrepublik Deutschland ausgezeichnet. Im selben Jahr erhielt er außerdem den Deutschen Nachhaltigkeitspreis. Im November 2024 wurde ihm für sein langjähriges, umfassendes und vielseitiges Engagement für Nachhaltigkeit und Klimaschutz der Deutsche Kulturpolitikpreis zugesprochen.

## Schriften (Auswahl)
Schellnhuber ist Autor und Ko-Autor zahlreicher wissenschaftlicher Aufsätze, Berichte und Bücher. Mit Stand Juni 2025 hatte Schellnhuber einen h-Index von 96.
Bücher
- Hans Joachim Schellnhuber, Horst Sterr (Hrsg.): Klimaänderung und Küste. Einblick ins Treibhaus. Springer, Berlin 2012, ISBN 978-3-642-77777-6 (Erstausgabe:  1993, Nachdruck der 1. Auflage).
- Hans-Joachim Schellnhuber, Volker Wenzel (Hrsg.): Earth System Analysis: Integrating Science for Sustainability. Springer-Verlag, Berlin / Heidelberg 1998, ISBN 3-642-52354-4.
- Armin Bunde, Jürgen Kropp, Hans Joachim Schellnhuber (Hrsg.): The Science of Disasters. Climate Disruptions, Heart Attacks, and Market Crashes. Springer, Berlin 2013, ISBN 978-3-642-62531-2 (Erstausgabe:  2002).
- Hans Joachim Schellnhuber, Paul J. Crutzen, William C. Clark, Martin Claussen, Hermann Held (Hrsg.): Earth System Analysis for Sustainability. MIT Press, Cambridge, MA, London, UK 2004, ISBN 0-262-19513-5.
- Hans Joachim Schellnhuber, Wolfgang Cramer, Nebojsa Nakicenovic, Tom Wigley, Gary Yohe (Hrsg.): Avoiding Dangerous Climate Change. Cambridge University Press, 2006, ISBN 978-0-521-86471-8.
- Lutz Wicke, Hans Joachim Schellnhuber, Daniel Klingenfeld: Die 2°max-Klimastrategie – Ein Memorandum. LIT, 2010, ISBN 978-3-643-10817-3.
- Hans Joachim Schellnhuber, Mario J. Molina, Nicholas Stern, Veronika Huber, Susanne Kadner (Hrsg.): Global Sustainability – A Nobel Cause. Cambridge University Press, 2010.
- Jürgen P. Kropp, Hans Joachim Schellnhuber (Hrsg.): In Extremis: Disruptive Events and Trends in Climate and Hydrology. Springer Verlag, 2011, ISBN 978-3-642-14863-7.
- Katherine Richardson, Will Steffen, Diana Liverman et al. (inkl. Hans Joachim Schellnhuber): Climate Change: Global Risks, Challenges and Decisions. Cambridge University Press, 2011, ISBN 978-0-521-19836-3.
- Stefan Rahmstorf, Hans Joachim Schellnhuber: Der Klimawandel. 9. Auflage. Beck, München 2019, ISBN 978-3-406-74376-4.
- Hans Joachim Schellnhuber: Europas Dritte Industrielle Revolution. Diederichs Digital, 2014, ISBN 978-3-641-14957-4.
- Hans Joachim Schellnhuber: Selbstverbrennung. Die fatale Dreiecksbeziehung zwischen Klima, Mensch und Kohlenstoff. C. Bertelsmann, München 2015, ISBN 978-3-570-10262-6.

Artikel in Fachzeitschriften (Erstautorschaften)
- Hans Joachim Schellnhuber: 'Earth system' analysis and the second Copernican revolution. In: Nature. 402 (Supplement). Jahrgang, Nr. 6761, 1999, S. C19–C23.
- Hans Joachim Schellnhuber: Kyoto: no time to rearrange deckchairs on the Titanic. In: Nature. 450. Jahrgang, Nr. 346, 2007, doi:10.1038/450346c.
- Hans Joachim Schellnhuber: Global warming: Stop worrying, start panicking? In: PNAS. 105. Jahrgang, Nr. 38, 2008, S. 14239–14240, doi:10.1073/pnas.0807331105.
- Hans Joachim Schellnhuber: Tipping elements in the Earth System. In: PNAS. 106. Jahrgang, Nr. 49, 2009, S. 20561–20563, doi:10.1073/pnas.0911106106.
- Hans Joachim Schellnhuber: The road from Copenhagen: the experts' views. In: Nature Reports Climate Change. 28. Januar 2010, doi:10.1038/climate.2010.09.
- Hans Joachim Schellnhuber: Tragic Triumph. In: Climatic Change. 100. Jahrgang, Nr. 1, 2010, S. 229–238, doi:10.1007/s10584-010-9838-1.
- Hans Joachim Schellnhuber: Geoengineering: The good, the MAD, and the sensible. In: PNAS. 108. Jahrgang, Nr. 51, 2011, S. 20277–20278, doi:10.1073/pnas.1115966108.
- Hans Joachim Schellnhuber, Katja Frieler, Pavel Kabat: The elephant, the blind, and the intersectoral intercomparison of climate impacts. In: PNAS. 111. Jahrgang, Nr. 9, März 2014, S. 3225–3227, doi:10.1073/pnas.1321791111, PMID 24347641.

Artikel in Fachzeitschriften (als Ko-Autor)
- Timothy M. Lenton, Hermann Held, Elmar Kriegler, Jim W. Hall, Wolfgang Lucht, Stefan Rahmstorf, Hans Joachim Schellnhuber: Tipping elements in the Earth's climate system. In: PNAS. 105. Jahrgang, Nr. 6, 2008, S. 1786–1793, doi:10.1073/pnas.0705414105.
- Elmar Kriegler, Jim W. Hall, Hermann Held, Richard Dawson, Hans Joachim Schellnhuber: Imprecise probability assessment of tipping points in the climate system. In: PNAS. 106. Jahrgang, Nr. 13, 2009, S. 5041–5046, doi:10.1073/pnas.0809117106.
- Johan Rockström, Will Steffen, Kevin Noone, Åsa Persson, F. Stuart Chapin, Eric F. Lambin, Timothy M. Lenton, Marten Scheffer, Carl Folke, Hans Joachim Schellnhuber et al.: A safe operating space for humanity. In: Nature. 461. Jahrgang, 2009, S. 472–475, doi:10.1038/461472a.
- Walt V. Reid, Deliang Chen, Leah Goldfarb, Heide Hackmann, Yuan T. Lee, Khotso Mokhele, Elinor Ostrom, Kari Raivio, Johan Rockström, Hans Joachim Schellnhuber, Anne Whyte: Earth System Science for Global Sustainability: Grand Challenges. In: Science. 330. Jahrgang, Nr. 6006, 2010, S. 916–917, doi:10.1126/science.1196263.
- Peter H. Gleick, et al. (inkl. Hans Joachim Schellnhuber): Climate Change and the Integrity of Science. In: Science. 328. Jahrgang, Nr. 5979, 2010, S. 689–690, doi:10.1126/science.328.5979.689.
- Matthias Hofmann, Boris Worm, Stefan Rahmstorf, Hans Joachim Schellnhuber: Declining ocean chlorophyll under unabated anthropogenic CO2 emissions. In: Environmental Research Letters. 6. Jahrgang, Nr. 034035, 2011, doi:10.1088/1748-9326/6/3/034035.
- Jonathan F. Donges, Reik V. Donner, Martin H. Trauth, Norbert Marwan, Hans Joachim Schellnhuber, Jürgen Kurths: Nonlinear detection of paleoclimate-variability transitions possibly related to human evolution. In: PNAS. 108. Jahrgang, Nr. 51, 2011, S. 20422–20427, doi:10.1073/pnas.1117052108.
- Jérôme Dangerman, Hans Joachim Schellnhuber: Energy systems transformation. In: PNAS. 110. Jahrgang, Nr. 7, 2013, S. 549–558, doi:10.1073/pnas.1219791110.
- Dirk Olonscheck, Matthias Hofmann, Boris Worm, Hans Joachim Schellnhuber: Decomposing the effects of ocean warming on chlorophyll (a) concentrations into physically and biologically driven contributions. In: Environmental Research Letters. 8. Jahrgang, Nr. 014043, 2013, doi:10.1088/1748-9326/8/1/014043.
- Vladimir Petoukhov, Stefan Rahmstorf, Stefan Petri, Hans Joachim Schellnhuber: Quasiresonant amplification of planetary waves and recent Northern Hemisphere weather extremes. In: PNAS. 110. Jahrgang, Nr. 14, 2013, S. 5336–5341, doi:10.1073/pnas.1222000110.
- Josef Ludescher, Avi Gozolchiani, Mikhail I. Bogachev, Armin Bunde, Shlomo Havlin, Hans Joachim Schellnhuber: Improved El Niño-Forecasting by Cooperativity Detection. In: PNAS. 110. Jahrgang, Nr. 29, 2013, S. 11742–11745, doi:10.1073/pnas.1309353110.
- Franziska Piontek, et al. (inkl. Hans Joachim Schellnhuber): Multisectoral climate impact hotspots in a warming world. In: PNAS. 119. Jahrgang, Nr. 9, 2013, S. 3233–3238, doi:10.1073/pnas.1222471110.
- Johan Rockström et al.: A roadmap for rapid decarbonization. In: Science. Band 355, Nr. 6331, 2017, S. 1269–1271, doi:10.1126/science.aah3443.
- Will Steffen et al.: Trajectories of the Earth System in the Anthropocene. In: Proceedings of the National Academy of Sciences. Band 115, Nr. 33, 2018, S. 8252–8259, doi:10.1073/pnas.1810141115.
- Luke Kemp et al.: Climate Endgame: Exploring catastrophic climate change scenarios. In: Proceedings of the National Academy of Sciences. Band 111, Nr. 34, 2022, doi:10.1073/pnas.2108146119.
  - Deutsche Übersetzung: Luke Kemp et al.: Climate Endgame. Erkundungen von Szenarien eines katastrophalen Klimawandels. In: Thomas Köhler et al. (Hrsg.): Klima, Kollaps, Kommunikation. Perspektiven auf das Climate Endgame. Leibniz-Universität Hannover / Hochschule Hannover, Hannover 2024, ISBN 978-3-690-18007-8, doi:10.25968/opus-3276.

Berichte
- Renate Schubert, Hans-Joachim Schellnhuber et al.: Welt im Wandel: Sicherheitsrisiko Klimawandel. Hauptgutachten, WBGU, Berlin, 2007, ISBN 978-3-540-73247-1 (engl. Climate Change as a Security Risk, Taylor and Francis, 2013, ISBN 978-1-136-53564-2).
- Hans-Joachim Schellnhuber et al.: Kassensturz für den Weltklimavertrag – Der Budgetansatz (engl. Solving the Climate Dilemma: The Budget Approach). Sondergutachten. WBGU, Berlin, 2009, ISBN 978-3-936191-26-4.
- Hans-Joachim Schellnhuber et al.: Welt im Wandel – Gesellschaftsvertrag für eine Große Transformation (engl. World in Transition – A Social Contract for Sustainability). WBGU, Berlin, 2. Auflage 2011, ISBN 978-3-936191-38-7.
- Hans-Joachim Schellnhuber et al.: Turn Down the Heat – Why a 4°C Warmer World Must be Avoided. (deutsch: Der 4°-Bericht. Warum eine vier Grad wärmere Welt verhindert werden muss). Bericht für die Weltbank, erstellt vom Potsdam-Institut für Klimafolgenforschung und von Climate Analytics. November 2012.
- Hans-Joachim Schellnhuber et al.: Welt im Wandel: Menschheitserbe Meer (engl. World in Transition: Governing the Marine Heritage). WBGU, Berlin, 2013, ISBN 978-3-936191-39-4.